# Гаррі Вінкс
Гаррі Вінкс (англ. Harry Winks, нар. 2 лютого 1996, Гемел Гемпстед) — англійський футболіст, що грає на позиції півзахисника. Відомий, зокрема, виступами за «Тоттенгем Готспур», а також національну збірну Англії.

## Кар'єра
Гаррі Вінкс є вихованцем «Тоттенгему». Вперше до основної команди став підтягуватися в кінцівці сезону 2013-14. 27 липня 2014 року він підписав з «Тоттенгемом» — перший професійний контракт в кар'єрі.
27 листопада 2014 року півзахисник дебютував за «Готспур» на груповій стадії Ліги Європи у поєдинку проти сербського «Партизана», вийшовши на поле на 87-й хвилині на заміну Паулінью. 6 липня 2015 року футболіст підписав новий контракт терміном до літа 2018 року з можливістю продовження та отримав ігрову футболку з номером 29.
27 серпня 2016 Гаррі Вінкс дебютував в англійській прем'єр-лізі у поєдинку проти «Ліверпуля».
16 вересня 2016 року Гаррі продовжив угоду з «Тоттенгемом», поставивши підпис під контрактом, що зв'язує його з клубом до 2021 року. 19 листопада 2016 року Вінкс вперше вийшов в стартовому складі рідного клубу в рамках англійської прем'єр-ліги та зумів відзначитися дебютним голом у чемпіонаті, вразивши ворота «Вест Гем Юнайтед» у другому таймі столичного дербі.
Загалом протягом шести сезонів відіграв за «Готспур» понад 200 ігор в усіх турнірах.
30 серпня 2022 року на правах оренди перейшов до італійської «Сампдорії».

## Статистика виступів

### Статистика клубних виступів
Станом на 22 травня 2022
| Сезон             | Команда             | Чемпіонат         | Чемпіонат | Чемпіонат | Національний кубок | Національний кубок | Національний кубок | Континентальні кубки | Континентальні кубки | Континентальні кубки | Усього | Усього |
| Сезон             | Команда             | Ліга              | Ігор      | Голів     | Ліга               | Ігор               | Голів              | Ліга                 | Ігор                 | Голів                | Ігор   | Голів  |
| ----------------- | ------------------- | ----------------- | --------- | --------- | ------------------ | ------------------ | ------------------ | -------------------- | -------------------- | -------------------- | ------ | ------ |
| 2016–17           | «Тоттенгем Готспур» | ПЛ                | 21        | 1         | КА+КЛ              | 4+2                | 0+0                | ЛЧ+ЛЄ                | 4+2                  | 0+0                  | 33     | 1      |
| 2017–18           | «Тоттенгем Готспур» | ПЛ                | 16        | 0         | КА+КЛ              | 3+1                | 0+0                | ЛЧ                   | 5                    | 0                    | 25     | 0      |
| 2018–19           | «Тоттенгем Готспур» | ПЛ                | 26        | 1         | КА+КЛ              | 0+5                | 0+0                | ЛЧ                   | 10                   | 0                    | 41     | 1      |
| 2019–20           | «Тоттенгем Готспур» | ПЛ                | 31        | 0         | КА+КЛ              | 5+0                | 0+0                | ЛЧ                   | 5                    | 0                    | 41     | 0      |
| 2020–21           | «Тоттенгем Готспур» | ПЛ                | 15        | 0         | КА+КЛ              | 2+3                | 1+0                | ЛЄ                   | 10                   | 1                    | 30     | 2      |
| 2021–22           | «Тоттенгем Готспур» | ПЛ                | 19        | 0         | КА+КЛ              | 3+3                | 1+0                | ЛК                   | 5                    | 0                    | 30     | 1      |
| Усього за кар'єру | Усього за кар'єру   | Усього за кар'єру | 128       | 2         |                    | 31                 | 2                  |                      | 44                   | 1                    | 203    | 5      |

### Статистика виступів за збірну
Станом на 22 травня 2022
| Дата       | Місто         | Господарі | Результат | Гості      | Турнір                               | Голи | Примітки |
| ---------- | ------------- | --------- | --------- | ---------- | ------------------------------------ | ---- | -------- |
| 8-10-2017  | Вільнюс       | Литва     | 0 – 1     | Англія     | Відбір до ЧС 2018                    | -    |          |
| 15-10-2018 | Севілья       | Іспанія   | 2 – 3     | Англія     | Ліга націй УЄФА 2018-2019 - 1-й етап | -    | 65' 90'  |
| 15-11-2018 | Лондон        | Англія    | 3 – 0     | США        | товариський матч                     | -    | 70'      |
| 14-10-2019 | Софія (місто) | Болгарія  | 0 – 6     | Англія     | Відбір до ЧЄ 2020                    | -    |          |
| 14-11-2019 | Лондон        | Англія    | 7 – 0     | Чорногорія | Відбір до ЧЄ 2020                    | -    |          |
| 17-11-2019 | Приштина      | Косово    | 0 – 4     | Англія     | Відбір до ЧЄ 2020                    | 1    |          |
| 8-10-2020  | Лондон        | Англія    | 3 – 0     | Уельс      | товариський матч                     | -    | 75'      |
| 12-11-2020 | Лондон        | Англія    | 3 – 0     | Ірландія   | товариський матч                     | -    |          |
| 15-11-2020 | Брюсель       | Бельгія   | 2 – 0     | Англія     | Ліга націй УЄФА 2020-2021 - 1-й етап | -    | 46'      |
| 18-11-2020 | Лондон        | Англія    | 4 – 0     | Ісландія   | Ліга націй УЄФА 2020-2021 - 1-й етап | -    | 64'      |
| Усього     |               | Матчів    | 10        |            | Голів                                | 1    |          |

| Дата       | Місто    | Господарі | Результат | Гості  | Турнір           | Голи | Примітки |
| ---------- | -------- | --------- | --------- | ------ | ---------------- | ---- | -------- |
| 14-11-2016 | Бондуфль | Франція   | 3 – 2     | Англія | Товариський матч | -    | 65'      |
| 24-3-2017  | Вісбаден | Німеччина | 1 – 0     | Англія | Товариський матч | -    | 72'      |
| Усього     |          | Матчів    | 2         |        | Голів            | 0    |          |

## Титули та досягнення
«Тоттенгем»
- Ліга чемпіонів
  - Фіналіст (1): 2018–19